# Consul excellens
Espèce
Consul excellens est une espèce d'insectes lépidoptères de la famille des Nymphalidae et de la sous-famille des Charaxinae et du genre Consul.

## Dénomination
Consul excellens a été décrit par Henry Walter Bates en 1864 sous le nom initial de Paphia excellens.
Synonyme : Anaea excellens Godman & Salvin, [1884].

### Noms vernaculaires
Consul excellens se nomme Black-veined Leafwing en anglais.

### Sous-espèces
- Consul excellens excellens; présent  au Guatemala
- Consul excellens genini (Le Cerf, 1922); présent au Mexique et au Guatemala[1].

## Description
Consul excellens est un papillon aux ailes antérieures à bord costal bossu, apex en crochet et aux ailes postérieures munies d'une queue en massue et d'une amorce de queue à l'angle anal.
Le dessus est jaune d'or très largement veiné de marron ce qui dessine  des taches jaune orangé avec aux ailes postérieures une plage nacrée proche de l'angle anal.
Le revers est ocre marbré et simule une feuille morte.

## Écologie et distribution
Consul excellens est présent au Mexique et au Guatemala.

### Protection
Pas de statut de protection particulier.